# Wapen van Amby

Wapen van Amby

Het wapen van Amby bestaat uit het gedeelde schild van de voormalige gemeente Amby met daarop de Valkenburgse leeuw en de beschermheilige van Amby, de heilige Walburgis, de beschrijving luidt:
"Gedeeld: rechts van zilver een dubbelstaartige leeuw van keel, gekroond en geklauwd van goud; links in keel de H.Walburgis, aanziende met een gouden nimbus om het hoofd, gelaat en handen van natuurlijke kleur, gekleed in Benedictijner ordekleed, bestaande in een wit kloostergewaad met een kap van sabel, in de linkerhand een abbatialen kromstaf en in de rechter een vaas, beide van goud; rechts aan de voeten vergezeld van eene koninklijke kroon van goud."

## Geschiedenis
De schepenbank van Amby had geen eigen zegel, daarom moest bij de wapenaanvraag in 1895 werd een nieuw wapen voor de gemeente ontworpen.
Tot 1 juli 1970 was Amby een zelfstandige gemeente. Het grondgebied werd gesplitst, het grootste deel werd met Heer, Itteren en Borgharen, een wijk van Maastricht. Een kleiner deel werd in de gemeente Meerssen opgenomen. Er werden geen elementen uit het wapen van Amby in het wapen van Maastricht en Meerssen opgenomen.
Ambt Montfort
· Amby
· Amstenrade
· Arcen en Velden
· Baexem
· Beegden
· Beek
· Belfeld
· Bemelen
· Berg en Terblijt
· Bingelrade
· Bocholtz
· Borgharen
· Born
· Broekhuizen
· Broeksittard 
· Buggenum
· Bunde
· Cadier en Keer
· Echt 
· Eijsden
· Elsloo
· Eygelshoven
· Geleen
· Gennep
· Geulle
· Grathem
· Grevenbicht
· Gronsveld
· Grubbenvorst
· Gulpen 
· Haelen
· Heel
· Heel en Panheel
· Heer
· Helden
· Herten
· Heythuysen
· Hoensbroek
· Horn
· Horst
· Houthem
· Hulsberg
· Hunsel
· Itteren
· Jabeek
· Kessel
· Klimmen
· Limbricht
· Linne
· Maasbracht
· Maasbree
· Maasniel
· Margraten
· Meerlo
· Meerlo-Wanssum
· Meerssen
· Meijel
· Melick en Herkenbosch
· Merkelbeek
· Mheer
· Montfort
· Munstergeleen
· Neer
· Neeritter
· Nieuwenhagen
· Nieuwstadt
· Noorbeek
· Nuth
· Onderbanken
· Obbicht en Papenhoven
· Ohé en Laak
· Oirsbeek
· Ottersum
· Oud-Valkenburg
· Oud-Vroenhoven
· Posterholt
· Roggel
· Roggel en Neer
· Roosteren
· Schaesberg
· Schimmert
· Schinnen
· Schinveld
· Sevenum
· Simpelveld
· Sint Geertruid
· Sint Odiliënberg
· Sint Pieter
· Sittard
· Slenaken
· Spaubeek
· Stramproy
· Stevensweert
· Susteren
· Swalmen
· Tegelen
· Thorn
· Ubach over Worms
· Ulestraten
· Urmond
· Valkenburg
· Vlodrop
· Wanssum
· Wessem
· Wijlre
· Wijnandsrade
· Wittem